# فريدريك أولسون (لاعب غولف)
فريدريك أولسون هو لاعب غولف سويدي، ولد في 4 سبتمبر 1979 في غوتنبرغ في السويد.

## وصلات خارجية
- الموقع الرسمي
- فريدريك أولسون على موقع رابطة أوروبا للاعبي الغولف المحترفين (الإنجليزية)